# Juan Luis Anangonó
Pour les articles homonymes, voir Juan Anangonó, Anangonó et León.
Juan Luis Anangonó est un footballeur international équatorien né le 13 avril 1989 à Ibarra. Il joue au poste d'attaquant au Comunicaciones FC.

## Biographie
Le 23 juillet 2013, il signe avec le Fire de Chicago.

## Palmarès
- Championnat d'Équateur :
  - Vainqueur : 2018.